# Diana Lorys
Diana Lorys (Madrid, 20 de octubre de 1940) es una actriz española de cine y teatro, que ha interpretado más de cincuenta películas y que tuvo su periodo de mayor actividad entre 1960 y 1980.

## Trayectoria
Ana María Cazorla Vega, que tomó como nombre artístico Diana Lorys, nació el 20 de octubre de 1940 en Madrid. Fue una actriz habitual de las comedias españolas en los años sesenta y setenta. Participó también en muchas producciones del denominado Spaghetti western y en variadas coproducciones internacionales. Una de sus películas más famosas es Gritos en la noche (1962) de Jesús Franco. Intervino también en teatro musical con obras de Alonso Millán como Bailando se entiende la gente (1972) y con las compañías de Paco Morán y Arturo Fernández. En televisión no actuó demasiado, destacando 
algunas obras de teatro en Estudio 1 Quién soy yo o Yo soy Brandel, con Arturo Fernández; y Historia de Juan Español junto a Juanjo  Menéndez. También participó en algún episodio de la exitosa serie Curro Jiménez.

## Filmografía
| Año  | Título                                         | Personaje                                    | Notas                             |
| ---- | ---------------------------------------------- | -------------------------------------------- | --------------------------------- |
| 1960 | Pelusa                                         |                                              |                                   |
| 1960 | El vagabundo y la estrella                     |                                              |                                   |
| 1961 | Festival                                       |                                              |                                   |
| 1961 | Usted puede ser un asesino                     | Lulú                                         |                                   |
| 1961 | La rivolta dei mercenari                       | Nora (acreditada como Lucy Bonetti)          | De Piero Costa                    |
| 1961 | La bella Mimí                                  | Bailarina                                    | De José María Elorrieta           |
| 1961 | Regresa un desconocido                         | Alicia                                       | De Juan Bosch                     |
| 1961 | Hola, muchacho                                 |                                              | De Ana Mariscal                   |
| 1962 | Salto mortal                                   | Lucía                                        | De Mariano Ozores                 |
| 1962 | La mentira tiene cabellos rojos                | Vecina (no acreditada)                       | De Antonio Isasi                  |
| 1962 | Gritos en la noche                             | Wanda Bronsky / Melissa                      | De Jesús Franco                   |
| 1962 | Cabalgando hacia la muerte (El Zorro)          | Mestiza                                      | De Joaquín Luis Romero Marchent   |
| 1963 | Bochorno                                       | Ofelia                                       |                                   |
| 1964 | Gunfighters of Casa Grande                     | Gitana, la chica de Daylight                 | De Roy Rowland                    |
| 1964 | Échappement libre                              | Rosetta                                      | De Jean Becker                    |
| 1964 | I gemelli del Texas                            | Fanny                                        |                                   |
| 1964 | La carga de la policía montada                 | Flor de las Montañas                         | De Ramón Torrado                  |
| 1965 | Joaquín Murrieta                               | Kate                                         | De George Sherman                 |
| 1965 | I tre del Colorado                             | Nela, la chica del saloon                    | De Amando de Ossorio              |
| 1966 | Operazione Goldman                             | Capitana Patricia Flanagan / Agente 36-22-36 |                                   |
| 1966 | The Texican                                    | Kit O'Neal                                   | De Lesley Selander                |
| 1966 | Residencia para espías                         | Janet Spokane                                | De Jesús Franco                   |
| 1967 | Devilman Story                                 | Yasmin                                       |                                   |
| 1967 | Novios 68                                      | Conchita                                     |                                   |
| 1967 | L'uomo del colpo perfetto                      | Huguette                                     |                                   |
| 1968 | L'invincibile Superman (Superargo, el gigante) | Gloria Devon                                 |                                   |
| 1968 | No desearás la mujer de tu prójimo             | Matilde                                      | De Pedro Lazaga                   |
| 1968 | Villa Rides                                    | Emilita                                      | De Buzz Kulik                     |
| 1968 | Sonora                                         |                                              |                                   |
| 1968 | Comanche blanco                                | No acreditada                                |                                   |
| 1968 | O.K. Yevtushenko                               | Galina Samarav                               | De José Luis Madrid               |
| 1969 | Malenka, la sobrina del vampiro                | Bertha Zemis                                 | De Amando de Ossorio              |
| 1969 | La legione dei dannati                         | Janine                                       | De Umberto Lenzi                  |
| 1970 | The Bloody Judge                               | Sally Gaunt                                  | De Jesús Franco                   |
| 1970 | Verano 70                                      | Luisa                                        | De Pedro Lazaga                   |
| 1971 | Uccidi Django... uccidi per primo!!!           | Money                                        | De Sergio Garrone                 |
| 1971 | Il corsaro nero                                | Manuela                                      |                                   |
| 1971 | El diablo Cojuelo                              | Doña Desconsuelo                             | De Ramón Fernández                |
| 1971 | Blindman                                       | Novia (no acreditada)                        | De Ferdinando Baldi               |
| 1971 | El hombre de Río Malo                          | Dolores                                      | De Eugenio Martín                 |
| 1972 | Ligue story                                    | Juanita                                      |                                   |
| 1972 | Sex Charade                                    |                                              | De Jesús Franco                   |
| 1972 | Les cauchemars naissent la nuit                | Anna de Istria                               | De Jesús Franco                   |
| 1973 | Las juergas de 'El Señorito'                   | Merche / Elena                               | De Alfonso Balcázar               |
| 1973 | Don Quijote cabalga de nuevo                   | Moza del juicio ante Sancho Panza            |                                   |
| 1973 | Valdez, il mezzosangue                         | India                                        | De John Sturges y Duilio Colletti |
| 1974 | Proceso a Jesús                                | María Magdalena                              | De José Luis Sáenz de Heredia     |
| 1974 | Los ojos azules de la muñeca rota              | Claude                                       | De Carlos Aured                   |
| 1974 | Siete chacales                                 | Maria                                        | De José Luis Madrid               |
| 1975 | Get Mean                                       | Princesa Elizabeth Maria de Burgos           |                                   |
| 1976 | La lozana andaluza                             | Napolitana                                   |                                   |
| 1977 | Las marginadas                                 | Rosa                                         |                                   |
| 1977 | California                                     | Betty                                        |                                   |
| 1978 | La ciudad maldita                              | Dinah                                        | De Juan Bosch                     |
| 2007 | Un hombre de porvenir                          | Natalia Spirelli                             |                                   |